# Kasteel Overhamme
Het Kasteel Overhamme is een voormalig kasteel in de Oost-Vlaamse plaats Aalst, gelegen aan de Overhammedreef 26-32.

## Geschiedenis
Het kasteel werd voor het eerst vermeld in de 15e eeuw, als bezit van de familie de Bosch. In de 16e eeuw werd het kasteel nog verwoest en daarna hersteld. In 1663 werd het kasteel als leen uitgegeven. In 1644 werd het kasteel afgebeeld op een gravure van Antonius Sanderus. Het was toen een U-vormig kasteel waarvan de vleugels rond het voorplein waren gegroepeerd.
Tijdens de 2e helft van de 18e eeuw werd het kasteel nog uitgebreid. Ook de nu nog aanwezige dienstgebouwen zijn uit deze tijd. In 1796 werd het door barones Johanna van Kumptich nog benut als onderduikadres voor de monniken van de Abdij van Affligem.
In 1946 werd het kasteel gesloopt.
Wat bleef waren enkele dienstgebouwen uit de 2e helft van de 18e eeuw. Het betreft een U-vormig gebouw onder mansardedak dat nu als woning dient. Verder is er een voormalig wagenhuis dat tegenwoordig dienst doet als garage.
Het kasteeldomein is toegankelijk via een dreef. In het park bevindt zich een vijver en een ijskelder.